# Ceylanoparmena
Ceylanoparmena is een kevergeslacht uit de familie van de boktorren (Cerambycidae). De wetenschappelijke naam van het geslacht werd voor het eerst geldig gepubliceerd in 1971 door Breuning.

## Soorten
Ceylanoparmena is monotypisch en omvat slechts de volgende soort:
- Ceylanoparmena loebli Breuning, 1971